# Buda, Ilfov
Buda este un sat în comuna Cornetu din județul Ilfov, Muntenia, România. Așezarea se află pe șoseaua Alexandriei, după ce se iese din Bragadiru și face parte din comuna Cornetu; satul există dinainte de sfârșitul secolului al XIX-lea, când era reședința comunei Buda-Prisiceni, iar în 1987 a fost strămutată de regimul comunist, în urma construirii barajului și lacului de acumulare Mihăilești, începutul unui proiect care intenționa să ducă la construirea unui nou port care să lege Bucureștiul de căile de navigație fluviale. Locuitorii au fost mutați de urgență în localitățile învecinate.

## Personalități
- Mia Barbu (1925 - 2019), solistă de muzică populară